# Colobomatus fulloonae
Colobomatus fulloonae is een eenoogkreeftjessoort uit de familie van de Philichthyidae. De wetenschappelijke naam van de soort is voor het eerst geldig gepubliceerd in 1996 door Hayward.